# ヴァルハラゲームスタジオ
株式会社ヴァルハラゲームスタジオ（英: Valhalla Game Studios Ltd.）はかつて存在した日本の企業。コンピュータソフトウェア等の開発・販売を主業務としていた。

## 概要
テクモの販売部長、プロジェクト戦略本部副本部長などを歴任した兼松聡が2007年に株式会社ヴァルハラを設立。2008年に板垣伴信らTeam NINJAの離脱組が合流し、株式会社ヴァルハラゲームスタジオが設立された（後に二人とも取締役を退任している）。
ハドソンで「桃太郎電鉄シリーズ」の開発を担当していた開発チーム「Team Kawada」のメンバー（川田忠之、田中俊介、吉見直人、相原真人など）が多く移籍していたことから2016年に発売された『桃太郎電鉄2017 たちあがれ日本!!』では開発を担当した。
2017年8月にWake Up Interactive Limitedの完全子会社となる。グループ会社にソレイユ株式会社があるほか、札幌市にも川田が統括する事務所が存在した（その後、川田らは独立し、2019年に株式会社MOMOを設立）。Devil's Third収束後、ソレイユは他社作品の委託開発を始めている。
テンセントが株式会社ヴァルハラゲームスタジオの親会社Wake Up Interactive Limitedの買収を発表し、また「Project EDO（仮称）」が始動していることも合わせて発表された。
2021年12月24日付でソレイユを存続会社とする吸収合併により解散した。

## 開発タイトル
ソレイユ製タイトルについては当該記事を参照。
| 発売日（日本） | タイトル                        | プラットフォーム        | 発売元                              |
| -------------- | ------------------------------- | ----------------------- | ----------------------------------- |
| 2015年8月4日   | Devil's Third                   | Wii U Microsoft Windows | 任天堂（Wii U版） NEXON（PC版運営） |
| 2016年12月22日 | 桃太郎電鉄2017 たちあがれ日本!! | ニンテンドー3DS         | 任天堂                              |